# Eugène Proust (football)
Pour les articles homonymes, voir Eugène Proust et Proust (homonymie).
Eugène « Michey » Proust, né le 8 janvier 1921 à Paizay-le-Tort dans les Deux-Sèvres et mort le 8 novembre 1989 à Dole dans le Jura, est un joueur et entraîneur de football français. 

## Carrière
Au poste de milieu de terrain ou d'attaquant, Eugène Proust commence sa carrière de joueur au Cercle athlétique de Paris puis à l'AS Pathé Cinéma Paris avant d'aller au Red Star en 1946, au RC Strasbourg en 1948, à l'Amiens SC en 1949. Il prend sa retraite de joueur après une dernière saison au Red Star en 1952-1953, en tant qu'entraîneur-joueur. 
Il occupe ensuite le poste d'entraîneur du Stade Malherbe Caen de 1953 à 1955, du Cercle athlétique de Paris de 1959 à 1961,,, du R.C.Lons-le-Saunier de 1963 à 1968, puis de la JGA Nevers de 1968 à 1975.
Au milieu des années 80, il entraine les équipes séniors et de jeunes du club amateur de son village de naissance.